# Indocalamus bashanensis
Indocalamus bashanensis är en gräsart som först beskrevs av Cheng De Chu och Chi Son Chao, och fick sitt nu gällande namn av Hui Ru Zhao och Ya Ling Yang. Indocalamus bashanensis ingår i släktet Indocalamus och familjen gräs. Inga underarter finns listade i Catalogue of Life.